# Ortodoxi eller död!

Ortodoxa fanbärarnas unions flagga, där det står Ortodoxi eller död! på kyrkslaviska och grekiska.

''Ortodoxi eller död!'' (kyrkslaviska: Правосла́вїе и҆лѝ сме́рть!; ryska: Православие или смерть!; translitteration: Pravoslavije ili smert!; grekiska: Ὀρθοδοξία ἢ θάνατος!/Orthodoxía í thánatos!) är en slogan som används av ryska och östortodoxa kristna nationalister.
Slagordet används främst av organisationen Ortodoxa fanbärarnas union.

## Historik
Uttrycket ''Ortodoxi eller död!'' började ursprungligen att användas av munkar i Esphigmenouklostret på Athos i Grekland. Det användes som en protest mot att patriarken av Konstantinopel inledde en dialog med Romersk-katolska kyrkans dåvarande påve, Paulus VI år 1965.

## Reaktioner
Under en predikan i Kristus Frälsarens katedral i Moskva år 2009, som hölls av Rysk-ortodoxa kyrkans patriark Kirill av Moskva, fördömde han sloganen där han bland annat kallade anhängarna av slagordet för ''vargar i fårakläder''.
I Ryssland är slagordet även klassat som ''extremistisk''.